# Cleonymus agrili
Cleonymus agrili är en stekelart som först beskrevs av Sievert Allen Rohwer 1919.  Cleonymus agrili ingår i släktet Cleonymus och familjen puppglanssteklar. Inga underarter finns listade i Catalogue of Life.